# 오시성

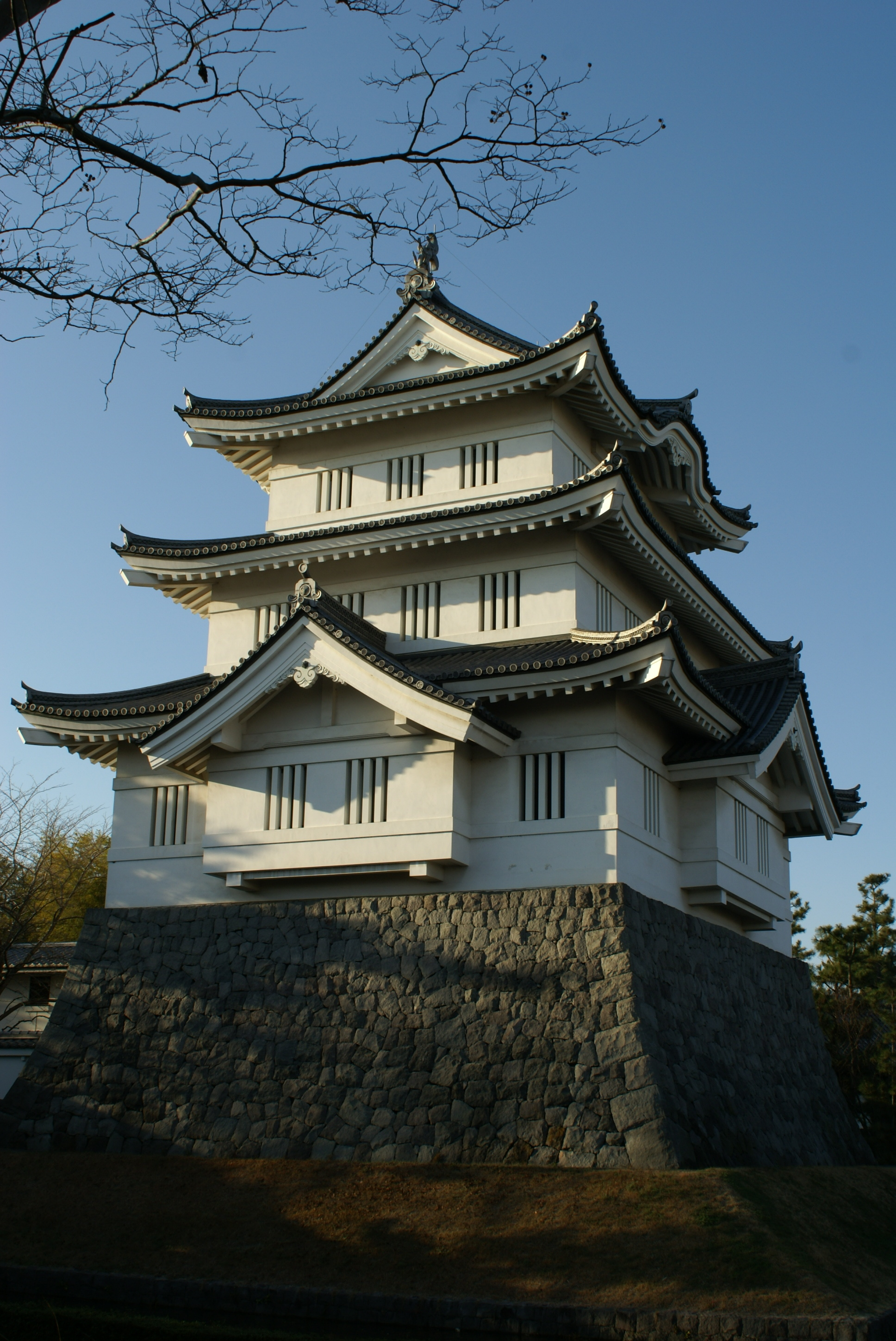
천수대용의 3층 망루

오시성(일본어: 忍城)은 사이타마현 교다시에 있는 평성이다. 에도 시대에는 오시 번의 번청을 두었다. 성은 늪지대에 조성되었기 때문에 오시노 우키시로(忍の浮き城; 오시의 떠 있는 성), 기조(亀城; 거북 성)이라는 이명이 있다. 성터는 사이타마현 지정 사적이며, 간토 7대 명성 중 하나이다.

## 개요
교다 시 중심부에 있는 습지대를 이용한 평성으로 늪에 떠있는 섬을 중심으로 축성되었고, 늪을 메우지 않고 섬과 섬을 다리로 연결해 지형을 최대한으로 이용했다. 처음 성이 축성될 당시에는 망루를 설치하지 않고, 니노마루에 저택을 조성했으며, 혼마루는 공터로 두었다. 에도 시대를 거치면서 성은 확장대어 현재 모습을 띠게 되었다. 센고쿠 시대에는 간토의 호조 가문과 에치고의 우에스기 가문의 공격을 격퇴하였고, 오다와라 정벌이 벌어지는 동안에도 이시다 미쓰나리가 이끄는 도요토미군의 공격을 견디어 낸 견성이다. 이런 까닭에 오시 성은 간토 7대 명성 중 한곳으로 거론되고 있다. 현재 성의 혼마루 부근은 향토박물관이 들어섰으며, 일부는 공원으로 일부는 시가지로 정비되어 있다.

## 역사

### 센고쿠 시대
이 지역은 예부터 오기가야쓰 우에스기 가문의 복속된 오시 가문이 지배하고 있었다. 교토쿠의 난(1455년 ~ 1483년)에서 간토 관령 야마노우치 우에스기 가문을 배신하고, 고가 구보 아시카가 시게우지를 지지하는 나리타 쇼토가 오시 가문을 멸하고, 인근 늪지대에 성을 쌓는다. 축성에 관해서는 쇼토의 손자에 해당되는 나리타 지카야스가 하였다는 이야기가 있지만, 이는 나리타 가문의 계보를 잘못 판독한 결과이다.
뒤이어 벌어진 나가오 가게하루의 난(1476년 ~ 1480년)에 가담하여 간토 관령 우에스기 가문에 대항하지만, 도리어 우에스기 가문의 공세에 패배하였다. 나가오 가게하루의 난에서 활약한 오기가야쓰 우에스기 가문의 재상 오타 도칸의 중개로 항복하고, 소령을 보존하였다.
1546년 가와고에 성 전투 후, 간토에서 호조 우지야스 세력이 신장하자, 나리타 가문은 이에 반발하였고, 1553년 호조 가문으로부터 오시 성을 지켜낸다.
1559년 에치고의 나가오 가게토라(후일 우에스기 겐신)가 간토 관령 우에스기 노리마사를 옹립해 간토로 출병하자, 오시 성주 나리타 나가야스는 이에 순응해 간토 관령일행을 맞이하였다. 1561년 나리타 나가야스는 나가오 가게토라의 오다와라성 공격에 참가해 공을 세웠지만, 쓰루오카 하치만 궁에서 행해진 가게토라의 간토 관령 취임식에서 가게토라가 나가야스의 무례를 직책하자, 간토의 호조 가문에 복속한다.

### 아즈치모모야마 시대
1574년 우에스기 겐신에게 오시 성이 포위되지만, 함락되지 않았고, 겐신은 철퇴하였다. 1590년 도요토미 히데요시의 오다와라 정벌에서 성주 나리타 우지나가는 호조 가문의 거성 오다와라 성에서 농성하였고, 오시 성은 가신과 영민 3천여명이 지키고 있었다. 도요토미 측의 오시 성 공략은 이시다 미쓰나리가 맡았으며, 미쓰나리는 오시 성 주변을 흐르는 도네강을 막아 성을 수몰시킬 책략을 폈다. 이때 쌓은 28km의 제방을 “이시다 제방”으로 부르고 있다. 그러나, 오시 성은 함락되지 못했고, 결국 오다와라 성이 함락된 후에야 개성되었다. 이후, 오시 성은 오시의 떠 있는 성이라는 이명이 생겼다. 아울러 이 전투에서 성주 나리타 우지나가의 딸 가이히메의 활약으로 성을 지킬 수 있었다는 전승이 있다. 이를 모티브로 한 소설 노보우의 성이 출판되기도 하였다.
1590년 도요토미 히데요시가 일본 전토를 평정하자, 도카이 지방의 도쿠가와 이에야스는 간토로 이봉된다. 그리고, 오시 성은 마쓰다이라 이에타다에게 주었다. 이리하여 오시 번이 성립하게 되었다. 원래 오시 성은 이에야스의 4남 마쓰다이라 다다요시에게 주려했지만, 아직 유아인 관계로 성인이 될 때까지에 한에 이에타다가 맡아 관리한 것이다. 1592년 마쓰다이라 다다요시가 번주에 오르자, 1594년 마쓰다이라 이에타다는 시모사국 오미가와 번에 입봉되어 자리를 옮겼다. 마쓰다이라 다다요시도 세키가하라 전투의 전공으로 1600년 오와리국 기요스 번으로 이봉되었다. 이후, 오시 번은 막부직할령에 편입되어 막부에서 관리하였다.

### 에도 시대
1633년 마쓰다이라 노부쓰나가 무사시국 오시 번 3만석을 배령받아 입성하지만, 시마바라의 난을 진압한 공으로 1639년 무사시 국 가와고에번 6만 석에 가증 이봉되어 자리를 옮긴다. 대신 시모쓰케국 미부 번에서 아베 다다아키가 번주로 임명되어 입성한 이후, 아베 가문 9대 번주 아베 마사노리가 1823년 무쓰국 시라카와번으로 이봉될 때까지 아베 가문의 거성이었다. 아베 가문이 처음 성주로 부임할 무렵인 간에이 연간(1624년 ~ 1643년)에 오시 성이 확장 정비되었으며, 1702년 무렵에 현재 형태로 성의 구조가 변모했을 것으로 추측하고 있다. 또, 오시 성의 성하 마을은 에도로 가는 주요 길목인 나카센도에 인접해 있기 때문에 숙박장으로 번영하였다. 게다가 부근의 도네강의 수운을 활용해 물류 유통의 중심지이기도 했다. 현재 교다시는 일본의 버선인 다비의 산지로 유명하다.
아베 마사노리가 시라카와 번으로 이봉된 후, 마쓰다이라 다다타카가 이세국 구와나번에서 오시 번주로 되어 부임한 후, 메이지 유신기까지 오쿠다이라 마쓰다이라 가문 5대가 오시 번을 다스렸다.

### 메이지 시대
1871년(메이지 4년) 폐번치현에 따라 오시 번은 오시 현으로 바뀌었으며, 현청은 오시 성 니노마루에 두었지만, 3개월 후 이전되었다. 1873년(메이지 6년) 성은 폐성되어 성내 건조물은 대부분 파각되었고, 1875년(메이지 8년) 나리타 공원으로 정비되었고, 1894년(메이지 30년) 오시 공원으로 명칭이 바뀌었다. 1883년(메이지 16년) 주변의 해자는 메워져 공유지로 삼았으며, 해자를 매울 때 쓰인 흙은 주변 고분군에서 가져온 흙이었다.
1949년(쇼와 24년) 10월 혼마루 터에 야구장이 건립되지만, 이전되었고, 1964년(쇼와 39년) 성의 외측해자를 정비해 스이조 공원(水城公園)으로 정비했으며, 1988년(쇼와 63년) 2월 17일 구장 터에 향토박물관이 개관한다. 혼마루에 있는 3층 망루도 이때 재건된 것으로 역사적 사실과는 전혀 다른 장소에 지어진 건물이다. 물론 건물도 과거의 것과 전혀 다르다. 내부는 전망실 및 교다의 역사관련 자료를 전시하는 전시실로 활용되고 있다.

## 남아 있는 건조물
현존하는 건조물로는 기타타니 문이 사이타마현 가조시에 있는 소간지(総願寺)에 있으며, 어느 문인지는 명확지 않으나 야구이 문으로 된 성문 및 번교(藩校) 신슈칸(進修館)의 문이 향토박물관 주자장과 남측에 이축되어 있다.

## 민속자료
고가이보리
고가이보리(笄堀)는 오시 성을 공격해 오는 이시다 미쓰나리가 이끄는 도요토미 군에 대항하기 위해 판 해자이다. 당시 오시 성은 사방 1km의 습지대에 축성된 견성이었지만, 더욱더 견고히 방비하기 위해 하나의 해자를 더 조성한다. 해자는 부녀자들이 팠으며, 정탐도 겸했다. 해자 조성을 주도했던 성주의 부인의 고가이가 해자에 떨어져 있던 것을 해자공사에 참여했던 부녀자들이 발견한다. 이후 이 해자는 고가이보리로 불리고 있다. 이 해자에 관한 이야기는 야마모토 슈고로의 단편소설집《가미카자리(髪かざり)》 중 〈고가이보리(笄堀)〉에서도 소개되고 있다.

## 관광
교통
- JR 동일본 교다역에서 시내순환 버스로 환승해 스이조 공원 또는 향토박물관에서 하차.
- JR 동일본 구마가야역에서 아사히 버스로 환승해 오시 성에서 하차.
- JR 동일본 후키아게 역에서 아사히 버스로 환승해 오시 성에서 하차, 도보로 10분소요
- 지치부 철도 교다 시 역에서 하차, 도보로 15분소요

주변 문화시설 및 관광명소
- 고다이하스노사토(古代蓮の里) - 세계의 연을 관람할 수 있다.
- 사이타마 고분군
- 스이조 공원

## 같이 보기
- 수공을 받았던 성
  - 다카마쓰 성 (오카야마 현)
  - 오타 성 (와카야마 현)
  - 오시 성
- 간토 7대 명성
  - 가나야마성
  - 가라사와 산성
  - 가와고에 성
  - 마에바시 성
  - 오시 성
  - 오타 성 (이바라키 현 히타치오타 시)
  - 우쓰노미야 성